# Billy Gibbons
Billy Gibbons, ameriški kitarist, * 16. december 1949, Houston, Teksas, Združene države Amerike.
Billy Gibbons je znan kot kitarist boogie rock skupine ZZ Top iz Teksasa. Band je ustanovil leta 1969, poleg njega sta v zasedbi še baskitarist Dusty Hill in bobnar Frank Beard.